# Cherry Kicks
Cherry Kicks è il secondo album del gruppo musicale svedese Caesars, pubblicato dall'etichetta discografica Virgin nel 2000.

## Tracce
1. Right About Time – 2:50
2. Subhuman Girl – 2:31
3. Crackin' Up – 3:14
4. One Good Night – 4:04
5. Spill Your Guts – 2:47
6. Since You've Been Gone – 3:15
7. Oh Yeah? – 3:12
8. Punkrocker – 6:20
9. Fun & Games – 2:23
10. From the Bughouse – 2:51
11. Only You – 2:33
12. Cherry Kicks – 4:00